# 目的論論證
目的論論證 (Teleological Argument),也称为物理神学论证(physico-theological argument)、設計论证(argument from design)、或智能设计论证(intelligent design argument), 是證明上帝存在的一種理論;  更一般地说，自然界中看似经过设计的复杂功能是聪明的创造者的证据。该理論屬於後驗性的證明方式。这是基于自然界中设计的外观，如生物的复杂性、秩序、目的性和功能性，来证明上帝或创造者存在的论点。该论点是目的论的，因为它假设自然现象有一个目的或最终目标。  但是，目的論論證是一個直覺卻備受批評的論證。

## 古典哲学
該理論最早由古希臘哲學家蘇格拉底提出。

## 中世纪哲学和神学
後世的神學家托馬斯·阿奎那在其著作《神學大全》列為第五路論證。

## 近代
设计论的最著名支持者之一是哲學家威廉·佩利 (哲学家),在其1802年發表的《自然神學》中提出鐘錶匠類比來試圖證明目的論。他认为，如果有人在地上发现了一只手表，他们会因为它精致而功能性的设计而推断它有一个制造者。同样，他声称像人类这样的生命体具有比手表更为复杂和功能性的设计，因此也必须有一个制造者。

## 批评
18世紀的哲學家大衛·休謨在《自然宗教對話錄》以及《人類理解論》中提出了對於目的論論證的批判，他指出目的論論證預設了了「類比」，從「相似的結果」推論「相似的原因」。在很短的时间内，我们对这个伟大系统的一小部分的发现非常不完美；那么我们是否可以果断地宣布整体的起源呢？

1857年達爾文的《物種起源》給予目的論論證造成衝擊，而促使神學家與哲學家轉向建構新形式的目的論論證。
对于这个类比，主要有以下几种反驳：
- 类比问题：设计论依赖于人造物品和自然现象之间的类比。然而，这个类比可能是薄弱或无效的，因为它们之间存在许多不同之处。钟表匠可以认为比一只表是更为复杂的有机体，并且如果复杂就可以证明智慧设计者的存在，那么接下来的问题则是：谁设计了如此复杂的这么一位设计者。
- 归纳问题：设计论依赖于从观察到的情况归纳到未观察到的情况的归纳推理。然而，这种推理可能是不可靠或不合理的，因为观察到的情况可能有其他可能的解释，这些解释不涉及设计者。
- 自然主义问题：设计论依赖于对自然现象的超自然解释。然而，这种解释可能是不必要的或与科学的自然主义世界观不一致。例如，有人可能认为自然现象可以通过自然原因和法则来解释，而无需引入设计者。这是奥卡姆剃刀原则，它规定不应当无谓地增加实体。此外，人们可能认为引入设计者引发了比解答更多的问题，比如谁设计了设计者，设计者如何创造自然现象，以及为什么设计者以这种方式创造它们。道金斯在他的《上帝错觉》一书中，认为生命是复杂的生化程序的结果。他认为将生命与“幸运地产生一只表”做相比是错误的。因为进化论的支持者并不认为演化是“幸运的”。比起运气, 人的演化过程是历经数百万年的天择。他因此总结：在钟表匠这例子中，对于神这个角色，演化是其合理的角逐者。